# جوليان غرين
جوليان غرين (بالإنجليزية Julian -Wesley- Green)، هو لاعب أمريكي حاصل على الجنسيتان الأمريكية والألمانية.
يلعب حاليا كمهاجم مع نادي بايرن ميونخ.

## مسيرته الكروية
لعب جوليان غرين خلال مسيرته الاحترافية مع 4 أندية في ثمانية مواسم وسجل خلالها 37 هدفًا ضمن 142 مباراة. ولم يفز بأي موسم بالكأس أو بالدوري.
خاض جوليان غرين مسيرته مع نادي بايرن ميونخ ب في موسم 2013–14 في المرة الأولى لمدة موسم واحد ثم في موسم 2015–16 ولمدة موسمين، مشاركًا طوالها في 51 مباراة سجل خلالها 25 هدفًا. ثم انتقل إلى نادي هامبورغ في موسم 2014–15 لمدة موسم واحد، حيث شارك في 5 مباريات ولم يسجل أي هدف. لينتقل بعدها إلى نادي شتوتغارت في موسم 2016–17 لمدة موسم واحد، مشاركًا في 10 مباريات سجل خلالها هدفًا واحدًا. ثم انتقل إلى نادي غرويتر فورت في موسم 2017–18 واستمر معه طيلة ثلاثة مواسم، مشاركًا في 76 مباراة سجل خلالها 11 هدفًا.

## روابط خارجية
- جوليان غرين على موقع الاتحاد الدولي (مؤرشف)  (الإنجليزية)
- جوليان غرين على موقع الاتحاد الأوربي (الإنجليزية)
- جوليان غرين على موقع قاعدة بيانات كرة القدم.إي يو (الإنجليزية)
- جوليان غرين على موقع بيانات كرة القدم. دي إي (الألمانية)
- جوليان غرين على موقع ليكيب (الفرنسية)
- جوليان غرين على موقع ناشيونال فوتبول تيمز (الإنجليزية)
- جوليان غرين على موقع Soccerbase.com (لاعب) (الإنجليزية)
- جوليان غرين على موقع Soccerway.com (الإنجليزية)
- جوليان غرين على موقع عالم كرة القدم.نت (الإنجليزية)
- جوليان غرين على موقع كووورة